# 本寧頓 (堪薩斯州)
本寧頓（英語：Bennington）是一個位於美國堪薩斯州渥太華縣的城市。

## 地方資料
根據2020年美國人口普查的數據，本寧頓的面積為1.09平方千米，當中陸地面積為1.09平方千米，而水域面積為0.00平方千米。當地共有人口622人，而人口密度為每平方千米570.64人。